# کشاد
کشاد (به ترکی آذربایجانی: Qəşəd) یک منطقهٔ مسکونی در جمهوری آذربایجان است که در شهرستان آق‌سو واقع شده‌است. کشاد ۱٬۰۹۶ نفر جمعیت دارد.